# Terremoto dello Stretto di Dover del 1580
Sebbene i terremoti devastanti siano rari nella Francia settentrionale e nel Regno Unito, il terremoto dello Stretto di Dover del 6 aprile 1580 è stato uno dei più intensi della storia di Inghilterra, Fiandre e Francia settentrionale.
Il terremoto avvenne verso le ore 18.

## Magnitudo
Uno studio effettuato in occasione della progettazione del Tunnel della Manica valutò che la magnitudo del terremoto del 1580 fosse pari a circa 5,3–5,9 ML e che la sua profondità focale fosse pari a 20–30 km, nella crosta inferiore.
Essendo relativamente profondo, il terremoto fu avvertito in un'area molto estesa e non è certo ove sia da collocare l'epicentro. 
Lo studio del Tunnel della Manica propose tre possibili ubicazioni: due a sud di Calais e una in mare.
Il baricentro delle isosisme di intensità da IV a VII si trova nel Boulonnais, 10 km a est di Desvres, il baricentro dell'isosisma di intensità VII si trova circa 1 km a nordest di Ardres e il baricentro dell'unica zona pleistosismica si trova nel Canale della Manica.
Il British Geological Survey valutò che la magnitudo fosse circa pari a 5,7–5,8 ML.

## Registrazioni
Il terremoto è ben documentato nei documenti contemporanei, tra i quali vi è la "earthquake letter" indirizzata da Gabriel Harvey a Edmund Spenser, in cui ironizzava sui metodi popolari ed accademici di relazionare sulle scosse. 
Il terremoto accadde durante la Settimana Santa, una coincidenza piena di presagi che non passò inosservata al poeta James Yates, che scrisse dieci stanze sull'argomento: 
No blustering blastes, the weather calme and milde:
Good Lord the sudden rarenesse of the thing
A sudden feare did bring, to man and childe,
They verely thought, as well in field as Towne,
The earth should sinke, and the houses all fall downe.
Well let vs print this present in our heartes,
And call to God, for neuer neede we more:
Crauing of him mercy for our misdeedes,
Our sinfull liues from heart for to deplore,
For let vs thinke this token doth portend,
If scourge nere hand, if we do still offend.»
Nessuno scoppio blastisce, il tempo calmo e mite:
Buon Dio, improvvisa rarità della cosa
Un'improvvisa festa ha portato, per l'uomo e per il bambino,
Pensavano davvero, anche in campo come Towne,
La terra dovrebbe peccare e tutte le case cadono in rovina.
Ebbene, lasci che questo presente sia stampato nei nostri cuori,
E chiama a Dio, perché ne abbiamo bisogno di più:
Pretendogli misericordia per i nostri errori,
I nostri peccati dal cuore per deplorare,
Per let vs thinke questo token doth portend,
Se flagello mano nera, se ancora ci offendiamo. »»
(James Yates, The Castell of Courtesy.)
Il poema di Yates fu pubblicato nel 1582 in The Castell of Courtesie.
Lo scrittore inglese Thomas Churchyard, all'epoca sessantenne, si trovava a Londra quando avvenne il terremoto e redasse un resoconto immediato che fu pubblicato due giorni dopo. 
Nella biografia del 2007 di Richard Hakluyt, lo storico Peter C. Mancall fornisce lunghi estratti del pamphlet di Churchyard dell'8 aprile 1580 A Warning to the Wyse, a Feare to the Fond, a Bridle to the Lewde, and a Glasse to the Good; written of the late Earthquake chanced in London and other places, the 6th of April, 1580, for the Glory of God and benefit of men, that warely can walk, and wisely judge. Set forth in verse and prose, by Thomas Churchyard, gentleman.
Mancall evidenzia che il pamphlet di Churchyard fornisce un senso di immediatezza così spesso mancante negli scritti retrospettivi. Secondo Churchyard, il terremoto poté essere avvertito in tutta la città, come pure nei sobborghi, siccome un meraviglioso movimento e tremore della terra scosse Londra e chiese, palazzi, case ed altri edifici tremarono e furono scossi così tanto che quanti vi si trovavano, furono contemporaneamente spostati avanti e indietro nella posizione in cui erano, e altri, poiché sedevano sulle loro sedie, furono sbalzati dai loro posti.
Il pubblico inglese era tanto desideroso di leggere a proposito del terremoto che, pochi mesi dopo, Abraham Fleming fu nelle condizioni di pubblicare una raccolta di relazioni sul "terremoto di Pasqua", inclusi gli scritti di Thomas Churchyard, Richard Tarlton (descritto come il clown scrittore del giorno di Shakespeare), Francis Schackleton, Arthur Golding, Thomas Twine, John Philippes, Robert Gittins e John Grafton, nonché il racconto dello stesso Fleming. Pubblicato da Henry Denham il 27 giugno 1580, il pamphlet di Fleming era intitolato: A Bright Burning Beacon, forewarning all wise Virgins to trim their lampes against the coming of the Bridegroome. Containing A generall doctrine of sundrie signes and wonders, specially Earthquakes both particular and generall: A discourse of the end of this world: A commemoration of our late Earthquake, the 6 of April, about 6 of the clocke in the evening 1580. And a praier for the appeasing of Gods wrath and indignation. Newly translated and collected by Abraham Fleming.
I molti puritani indicarono il panorama teatrale dell'epoca, che stava emergendo a Londra ed era da loro visto come l'opera del diavolo, come causa del terremoto.

## Effetti
Lontano dalla costa, gli arredi si mossero sui pavimenti e le botti di vino rotolarono già dai loro supporti. a Lilla, il Campanile di Notre Dame de Lorette e parecchi edifici crollarono. Pietre caddero dagli edifici a Arras, Douai, Béthune e Rouen. Nella cattedrale di Notre Dame a Pontoise, le vetrate delle finestre si ruppero e blocchi di pietra caddero pericolosamente dalle volte. A Beauvais, le campane suonarono a martello.
Nelle Fiandre, i camini caddero e si aprirono crepe nei muri a Gand e Oudenarde. I contadini nei campi riferirono di un basso rombo e videro il suolo muoversi a onde.
Sulla costa inglese, sezioni di muri caddero a Dover e una frana espose una nuova parte viva delle Bianche Scogliere. A Sandwich, si avvertì un forte rumore proveniente dalla Manica, quando le arcate della chiesa di San Pietro si ruppero e il fastigio di un transetto cadde. 
A Hythe, nel Kent, Saltwood Castle — famoso per essere stato il luogo dove, nel dicembre 1170, fu ordito il complotto per assassinare Thomas Becket — fu reso inagibile fino a quando non fu ristrutturato nel XIX secolo.
A Londra, crollarono mezza dozzina di camini e un pinnacolo sull'Abbazia di Westminster; due bambini furono uccisi dalle pietre che caddero dal tetto dell'ospedale della chiesa di Cristo. 
Vi furono danni anche più nell'entroterra, nel Cambridgeshire; pietre caddero anche dalla Cattedrale di Ely. 
Parte del Castello di Stratford nell'Essex crollò.
In Scozia, resoconti locali del terremoto inquietarono l'adolescente Giacomo VI, al quale fu detto che esso era l'opera del diavolo.
Alla scossa principale seguirono scosse di assestamento. Prima dell'alba del giorno successivo, tra le 4 e le 5, altre case crollarono nei pressi di Dover per queste scosse e un numero notevole di altre scosse di assestamento fu notato nel Kent orientale nei giorni 1 e 2 maggio.

## Altri terremoti nello Stretto di Dover
Due terremoti successivi, avvenuti nel 1776 e nel 1950, che hanno interessato lo Stretto di Dover e si ritiene che abbiano avuto magnitudo 4, furono registrati nella raccolta del 1984 redatta da R.M.W. Musson, G. Neilson e P.W. Burton, mentre nello studio non erano registrati terremoti antecedenti al 1727; comunque, in quell'anno, lo stesso gruppo pubblicò un articolo sul terremoto del 1580.
Alcuni scienziati hanno suggerito che i terremoti del 1580, del 1776 e del 1950 sono connessi ad attività tettonica periodica, che porta a scosse che si verificano nello Stretto di Dover approssimativamente ogni 200 anni.
Inizialmente si considerò che il terremoto del Kent del 2007 fosse avvenuto nello Stretto di Dover, ma analisi successive hanno dimostrato che l'epicentro è stato direttamente sotto la città di Folkestone, nel Kent.